# I'tisam-ud-Din

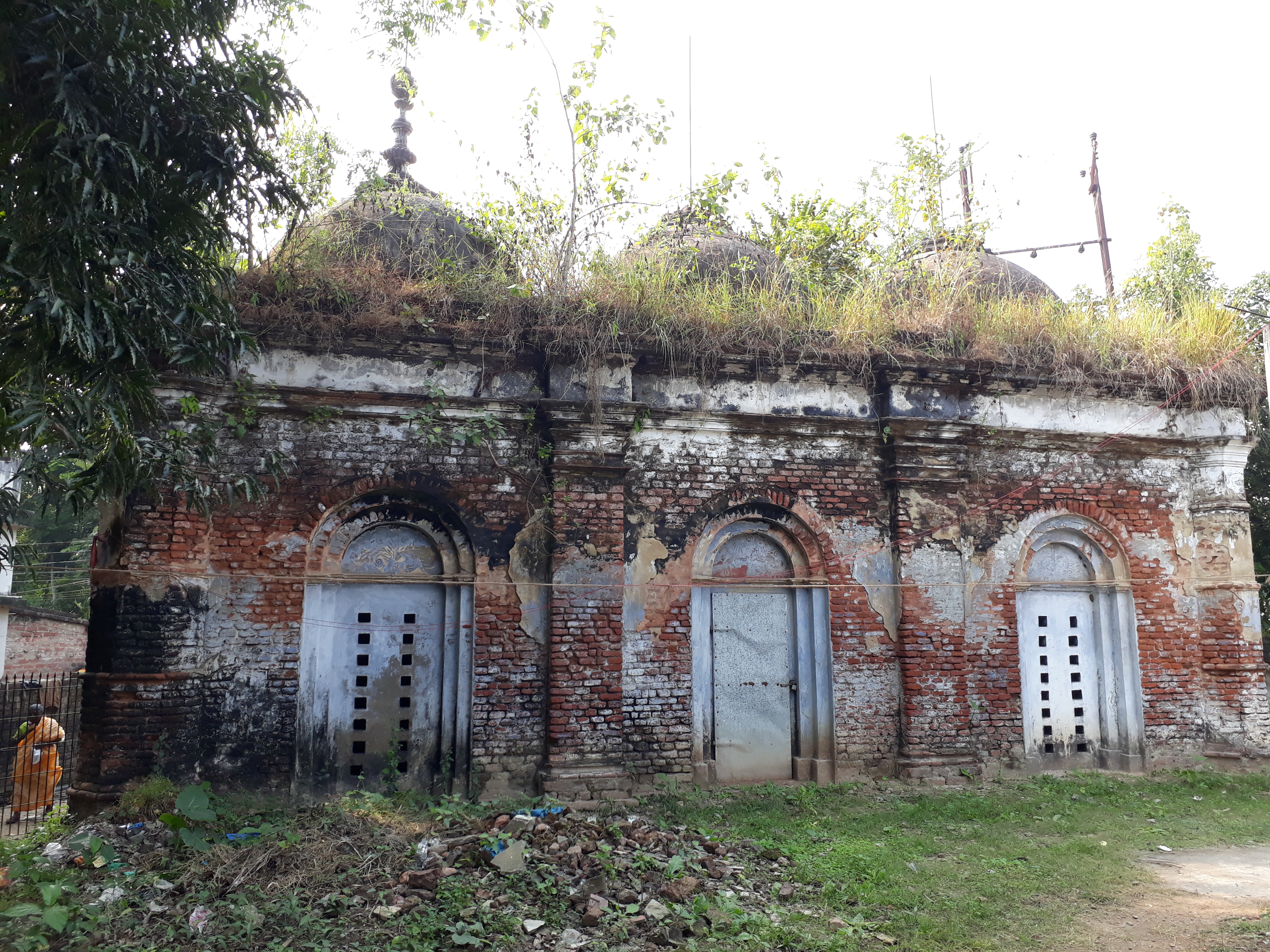
Su lugar de nacimiento es la mezquita antigua en Kazipara que todavía se encuentra hoy en día.

Mīrzā Muḥammad I'tiṣām al-Dīn Pãchnūrī, (en bengalí: মির্জা মোহাম্মদ ইতেশামুদ্দীন; y en persa: ميرزا محمد اعتصام الدين), o Itesham Uddin fue un diplomático mogol, el primer bengalí educado en Europa en 1765. También fue un munshi que sirvió a los nawabs de Bengala, así como a la Compañía de las Indias Orientales. También escribió el texto del Tratado de Allahabad de 1765.

## Comienzos
Nació en el pueblo de Panchnur, Chakdaha, Nadia, en la Subah de Bengala del Imperio Mogol, dentro de la Mezquita de Kazipara.
Su nombre de nacimiento fue Syed Muhammad I'tisam-ud-Din. El nombre de su padre era Sheikh Tajuddin, hijo de Shahabuddin. Su hermano mayor era Mufti y consejero del Nawab de Bengala, Alivardi Khan. [Fuente requerida]
Su familia era musulmana bengalí; se dice que sus antepasados llegaron a este emplazamiento después de la Batalla de Pandua, intentando huir de Persia, por la invasión de los mongoles. Provenían de un entorno privilegiado, en el que tenían una buena educación y hablaban con fluidez los idiomas árabe, bengalí, indostánico y persa. 

## Carrera
Comenzó su carrera como munshi para Mir Jafar en Murshidabad. Luego entró al servicio del comandante Martin Yorke y del comandante Mark de la Compañía de las Indias Orientales, además, participó en una campaña contra el Raja Asad uz-Zaman Khan de Birbhum. Después de la batalla, el emperador Shah Alam II reconoció sus esfuerzos durante una visita a Azimabad.
Más tarde, I'tisam sirvió al mando del Capitán Mackinon como encargado de los pagos de un orfanato. Luchó junto a Mackinon y la Compañía de las Indias Orientales, contra Mir Qasim en 1763 durante la Batalla de Giria y la Batalla de Udhwa Nala.

### Viaje a Europa
En 1765, entró al servicio de John Carnac y tuvo otra audiencia con el emperador Shah Alam en Jahazgarh. Ayudó al coronel Carnac en una batalla desde Faizabad hasta Shora-Shapur. Después de la batalla, Shah Alam II le ofreció a I'tisam el título de Mirza si estaba dispuesto a trabajar con él como Munshi, así como la oportunidad de viajar a Europa. En Murshidabad, partió con el capitán Archibald Swinton en una misión diplomática a la corte del rey Jorge III, para enviar una carta de Shah Alam II y lakh takas. I'tisam también estuvo acompañado por su sirviente, Muhammad Muqim. Después de tres semanas en el mar, Swinton le reveló a I'tisam que ni la carta de Shah Alam ni su tributo de un lakh de takas estaban a bordo, ya que Robert Clive, la había incautado. I'tisam, enseñó a Swinton, los cuentos árabes de Kalila y Demna. Posteriormente, Robert Clive, en nombre de I'tisam, envió dinero al reinado de Inglaterra, para suprimir el contacto entre Inglaterra y los mogoles. Como tal, I'tisam nunca terminó conociendo a Jorge III y en su lugar acompañó a Swinton a Nantes en Francia a través de la costa sur de África. También visitó Mauricio, Madagascar, el Cabo de Buena Esperanza y la Isla Ascensión. En Nantes, Swinton se fue a Inglaterra mientras I'tisam permaneció en Francia durante un mes viajando también a Calais.
Desde Calais, I'tisam tomó un barco a Dover, llegando a Gran Bretaña en 1766. Permaneció en Londres durante tres meses antes de reunirse con Swinton en Oxford, donde ayudaron a Sir William Jones con los manuscritos del sur de Asia, la traducción del libro persa Farhang- i-Jahangiri en inglés y el libro de Jones, Una gramática del idioma persa. Durante su tiempo, también enseñó el persa a aquellos que tenían la intención de trabajar en el Imperio Mogol.

### Retorno a Asia
Regresó a Bengala después de una ausencia de tres años debido a problemas alimentarios. Más tarde fue empleado por la Compañía de las Indias Orientales en negociaciones con el Imperio Maratha. Viajó con John Hamilton a Pune y redactó tratados y estableció la paz. Los lugareños le dieron el apodo de Bilayet Munshi debido a que fue el primero en viajar a lo que se conocía como Vilayet.
En 1785, publicó el Shigurf-nama-i-Wilayat (o 'Libro de las maravillas de Inglaterra'), en idioma persa, detallando sus viajes. Fue el primer indio y bengalí educado en visitar Inglaterra y describir el viaje. La obra ha sido traducida al inglés, indostaní y bengalí.

## Obras
- Tratado de Allahabad
- Shigurf Namah i Vilayat (Conocimientos de Europa)
- Las maravillas de Vilayet por Mirza Sheikh Iʼtesamuddin, un caballero indio del siglo XVIII